# Béla Sárosi
Béla Sárosi (ur. 15 sierpnia 1919 w Budapeszcie, zm. 15 czerwca 1993 w Saragossie) – węgierski piłkarz występujący na pozycji pomocnika i trener piłkarski.

## Kariera piłkarska
Béla Sárosi był wychowankiem węgierskiego Ferencvárosi TC. Potem grał we włoskich klubach Bologna FC i AS Bari. Następnie przez rok był piłkarzem kolumbijskiego Atlético Junior. W roku 1951 przebywał w portugalskim FC Porto, później w hiszpańskim Realu Saragossa, a karierę zakończył w szwajcarskim FC Lugano, gdzie był grającym trenerem.
Sárosi ma na koncie 25 meczów i 1 bramkę strzeloną w barwach reprezentacji Węgier. W 1938 był w jej kadrze na mistrzostwa świata. Zmarł w wieku 74 lat.

## Kariera trenerska
Béla Sárosi pod koniec kariery piłkarskiej łączył rolę zawodnika z grającym trenerem w szwajcarskim FC Lugano. W tym kraju trenował także zespół FC Basel. W 1958 przeszedł do niemieckiego SSV Jahn Ratyzbona, a rok później do Alemannii Akwizgran. Ostatnim klubem, w którym był głównym szkoleniowcem był belgijski Beerschot. Karierę zakończył jako drugi trener hiszpańskiej FC Barcelony.